# Jan Moretus
Jan Moerentorf (1543-1610) (* Antuérpia, 2 de Maio de 1543 † Antuérpia, 25 de Setembro de 1610) foi impressor, livreiro e editor de uma Bíblia em latim (1599).

## Biografia

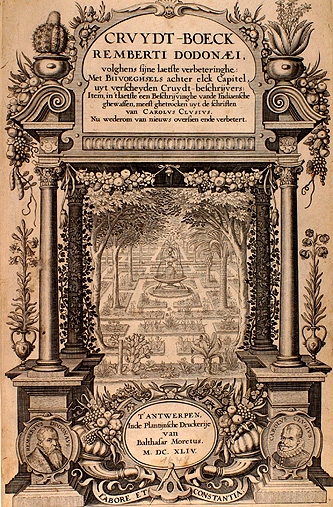
Primeira página (1644) da obra Cruydt-Boeck de Rembert Dodoens (1517-1585), editada por Jan Moretus.

Jan Moretus se casou com a segunda filha de Christoffel Plantijn (1520-1589) em 1570. Ele começou a trabalhar para Plantijn desde 1557, e após a morte do impressor, Jan Moretus passou a ser proprietário da sua oficina tipográfica. Atualmente, o edifício onde fica essa oficina se chama Museu Plantin-Moretus. Moretus e seus descendentes continuaram a imprimir muitas obras relevantes na oficina Plantiniana, mas a empresa começou a declinar na segunda metade do século XVII. No entanto, ela continuou na posse da família Moretus, que preservou o local como era antes, e quando a cidade de Antuérpia adquiriu os antigos edifícios com todo o seu conteúdo, as autoridades criaram, o Museu Plantin, inaugurado em 19 de Agosto de 1877. 
Moretus era amigo de Peter Paul Rubens, a quem chamou para colaborar nas suas edições com desenhos e ilustrações. A atividade tipográfica teve fim com Edward Jozef Hyacinth (1804-1880) que doou em 1876 o edifício do século XVI e toda a coleção dos Moretus para a cidade de Antuérpia, que agora faz parte do Museu da casa Plantin-Moretus.
O filho de Moretus, Balthasar (1574-1641), também amigo de Rubens em sua juventude, foi o mais famoso da família Moretus, e um successor digno do seu avô. Depois da morte de Balthasar em 1641, seus herdeiros fizeram grande fortuna com o monopólio de livros litúrgicos. Infelizmente, eles abandonaram quase que totalmente a publicação de livros científicos. Foi somente no começo do século XIX que o monopólio foi interrompido em consequência de um decreto do rei da Espanha, proibindo a importação de livros estrangeiros e isto praticamente pôs fim à oficina tipográfica de Plantin. Em 1867, depois de 312 anos, a firma de Plantin deixou de existir. A cidade de Antuérpia e o governo da Bélgica em 1876 adquiriram todos os edifícios de seu último proprietário, Edward Moretus, bem como a oficina tipográfica com todos seus pertences e coleções por 1.200. 000 florins. E toda planta foi convertida no conhecido Museus Plantin-Moretus. 

## A Bíblia de Jan Moretus
A Bíblia Católica de Lovaina foi a resposta para a crescente disseminação das bíblias protestantes. A versão de Moretus data de 1599 e é mais velha do que a Versão do Rei Jaime (1611). Era fiel à posição da igreja, pois foi publicada numa tradução em latim. Moretus se responsabilizou totalmente pela edição.

## Publicações
- Abrahami Ortelii ... Thesaurus geographicus, recognitus et auctus, in quo omnium totius terrae regionum, montium, promontorium, collium, siluarum, desertorum, insularum, portuum, populorum, vrbium, opidorum ... nomina & appelationes veteres ; additis magna ex parte etiam recentioribus... / Ortelius, Abraham. Fondo Antiguo de la Universidad de Granada.
- Adnotationes et meditationes in Evangelia quae in sacrosancto Missae sacrificio toto anno leguntur, cum eorumdem Evangeliorum concordantia / auctore Hieronymo Natali.... -- Editio ultima.... Fondo Antiguo de la Universidad de Granada.
- And. Schotti ... Tullianarum quaestionum de instauranda Ciceronis imitatione libri IIII. / Schott, Andreas. Fondo Antiguo de la Universidad Complutense.
- Annales ecclesiastici / auctore Caesare Baronio... ; tomus secundus. -- Nouissima editio, postremum / ab auctore aucta et recognita. Fondo Antiguo de la Universidad de Granada.
- Annales ecclesiastici / auctore Caesare Baronio... ; tomus septimus. -- Editio nouissima. Fondo Antiguo de la Universidad de Granada.
- Annales ecclesiastici / auctore Caesare Baronio... ; tomus sextus. -- Editio nouissima. Fondo Antiguo de la Universidad de Granada.
- Annales Magistratuum et Prouinciar. S.P.Q.R. ab urbe condita... / per Stephanum Vinandum Pighium.... Fondo Antiguo de la Universidad de Granada.
- Aromatum, et simplicium aliquot medicamentorum apud indos nascentium historia / primùm quidem Lusitanica lingua... conscripta, à D. Garçia ab Horto... ; deinde Latino sermone in Epitomen contracta, & iconibus ad viuum expressis, Locupletioribusq[ue] annotatiunculis illustrata à Carolo Clusio.... -- Quarta editio, castigator, & aliquot locis auctior.. Fondo Antiguo de la Universidad Complutense.
- Benedicti Ar. Montani Hymni et secula / Arias Montano, Benito. Fondo Antiguo de la Universitat de València.
- Benedicti Ariae Montani ... Commentaria in Isaiae Prophetae sermones / Arias Montano, Benito. Fondo Antiguo de la Universidad de Granada.
- Benedicti Ariae Montani ... Commentaria in Isaiae Prophetae sermones / Arias Montano, Benito. Fondo Antiguo de la Universitat de València.
- De varia republica siue Commentaria in librum iudicum / Benedicto Aria Montano ... descriptore. Fondo Antiguo de la Universitat de València.
- De varia republica, siue Commentaria in Librum Iudicum / Benedicto Aria Montano Hispalensi descriptore. Fondo Antiguo de la Universidad de Granada.
- Descriptio publicae gratulationis, spectaculorum et ludorum, in adventu sereniss. principis Ernesti Archiducis Austriae..., Belgicis Provinciis a regia Mate. Cathol. praefecti, an. MDXCIII, XVIII kal. iulias, aliisque diebus Antuerpiae editorum. Cui est praefixa, De Belgii principatu a Romano in ea provincia Imperio ad nostra usque tempora brevis narratio... Cum carmine panegyrico in eiusdem principis Ernesti..., in easdem provincias adventum. Accessit denique Oratio funebris, in Archiducis Ernesti obitum... / Bochius, Johannes. Fondo Antiguo de la Universidad de Granada.
- Federici Iamotij Bethuniensis Varia poemata Graeca & Latina : hymni, idyllia, funera, odae, epigrammata, anagrammata / Jamot, Frédéric. Fondo Antiguo de la Universidad de Granada.
- Icones stirpium seu Plantarum tam exoticarum quam indigenarum : in gratiam rei herbariae studiosorum in duas partes digestae... / [Matthias de L'Obel]. Fondo Antiguo de la Universidad Complutense.
- Ioannis Malderi ... De virtutibus theologicis et iustitia et religione commentaria ad Secundam secundae D. Thomae / Malder, Joannes. Fondo Antiguo de la Universidad de Granada.
- Iusti Lipsi Ad libros Politicorum Notae et De una Religione, adversus dialogistam liber / Lipsius, Justus. Fondo Antiguo de la Universitat de València.
- Iusti Lipsi Analecta siue obseruationes reliquae ad militiam et hosce libros / Lipsius, Justus. Fondo Antiguo de la Universitat de València.
- Iusti Lipsi De constantia libri duo : qui alloquium praecipue continent in publicis malis / Lipsius, Justus. -- Ultima editio, castigata. Fondo Antiguo de la Universitat de València.
- Iusti Lipsi De cruce libri tres : Ad sacram profanamque historiam vtiles : Vnà cum Notis / Lipsius, Justus. -- Editio quarta, seriò castigata. Fondo Antiguo de la Universitat de València.
- Iusti Lipsi De militia romana libri quinque : commentarius ad Polybium / Lipsius, Justus. -- Editio noua, aucta varie & castigata. Fondo Antiguo de la Universitat de València.
- Iusti Lipsi De militia romana libri quinque, commentarius ad Polybium. E parte primã historicae facis / Lipsius, Justus. Fondo Antiguo de la Universidad de Granada.
- Iusti LipsI Poliorceticωn siue De machinis, tormentis, telis, libri quinque ... / Lipsius, Justus. -- Editio altera correcta & aucta. Fondo Antiguo de la Universitat de València.
- Iusti LipsI Politicorum sive Civilis Doctrinae libri sex ... / Lipsius, Justus. Fondo Antiguo de la Universitat de València.
- Iusti Lipsi[i] Epistolarum selectarum centuria singularis ad Italos & Hispanos, quíve in iis locis, 1613
- Iusti Lipsii Opera omnia quae ad criticam proprie spectant : iam nouiter ab ipso aucta, correcta, digesta.... / Lipsius, Justus. Fondo Antiguo de la Universidad de Granada.
- Laeuini Torrentii, episcopi antuerpiensis, Poemata sacra / Torrentius, Laevinus. Fondo Antiguo de la Universitat de València.
- Leges Regiae et Leges X Virales, 1613
- Liber generationis et regenerationis Adam siue De historia generis humani : Operis magni pars prima, id est, Anima / Bened. Aria Montano ... descriptore. Fondo Antiguo de la Universitat de València.
- Liber generationis et regenerationis Adam, siue De historia generis humani : operis magni pars prima, id est, Anima / Bened. Aria Montano Hispalen. descriptore. Fondo Antiguo de la Universidad de Granada.
- Martini Antonii Delrii ex Societate Iesu Syntagma tragoediae latinae : in tres partes distinctum : [parte prima-tertia] / Delrío, Martín Antonio. Fondo Antiguo de la Universidad Complutense.
- Martini Antonii Delrii ex Societate Iesu Syntagma tragoediae Latinae in tres partes distinctum ... / Delrío, Martín Antonio. Fondo Antiguo de la Universitat de València.
- Martini Antonii Delrii... Syntagma tragoediae latinae in tres partes distinctum... / Delrío, Martín Antonio (S.I.). Fondo Antiguo de la Universidad de Granada.
- Martini Antonii Delrii... Syntagma tragoediae latinae pars secunda : in qua L. Annaei Senecae Tragoediae cum adversariis recognitis ... / Delrío, Martín Antonio (S.I.). Fondo Antiguo de la Universidad de Granada.
- Martini Antonii Delrii... Syntagmatis tragici pars ultima, seu nonus commentarius in decem tragaedius quae vulgo Senecae ascribuntur cum indicibus / Delrío, Martín Antonio (S.I.). Fondo Antiguo de la Universidad de Granada.
- Veridicus christianus / auctore P. Joanne David... Societatis Jesu. Fondo Antiguo de la Universidad de Granada.

## Descendência de Moretus
- Christoffel Plantijn Arquivado em 5 de setembro de  2014, no Wayback Machine. (1520-1589), sogro, livreiro neerlandês
- Martine Platin (1550-1616), esposa, casados em 1570, com quem teve dez filhos:

- Adriana Moretus (* 16 Jun 1586 † 4 Set 1602)
- Gaspar Moretus (1571-1583)
- Melchior Moretus (1573-1634)[5]
- (em neerlandês) Balthasar Moretus (1574-1641)
- Jan Moretus, o Jovem[ligação inativa] (1576-1618)
- Henrica Moretus (* 1578)
- Catharina Moretus (* 1580)
- Elisabeth Moretus (* 1582)
- Elisabeth Moretus (* 1584)
- Adriana Moretus (* 1586)
- Christophorus Moretus (* 4 Jun 1588 mm 15 Dez 1588)

- Balthasar Moretus, o Jovem[ligação inativa] (1615-1674), editor belga, neto de Jan Moreto (1543-1610) e filho de Balthasar Moretus (1574-1641).
- Franciscus Moretus (1656-1705), neto de Jan Moreto (1543-1610) e filho de Balthasar Moretus (1574-1641).
- Balthasar Moretus III (1646-1696)
- Balthasar Moretus IV (1679-1730), editor de livros
- Joannes Jacobus Moretus (1690-1757)
- Théodore Moretus (1602-1667), jesuíta e matemático belga, autor da obra: Tractatus physico-mathematicus, 1665
- Tomaso Moretti, † 1675.
- Henricus Moretus (1615-1637)